# Thomas Weiner

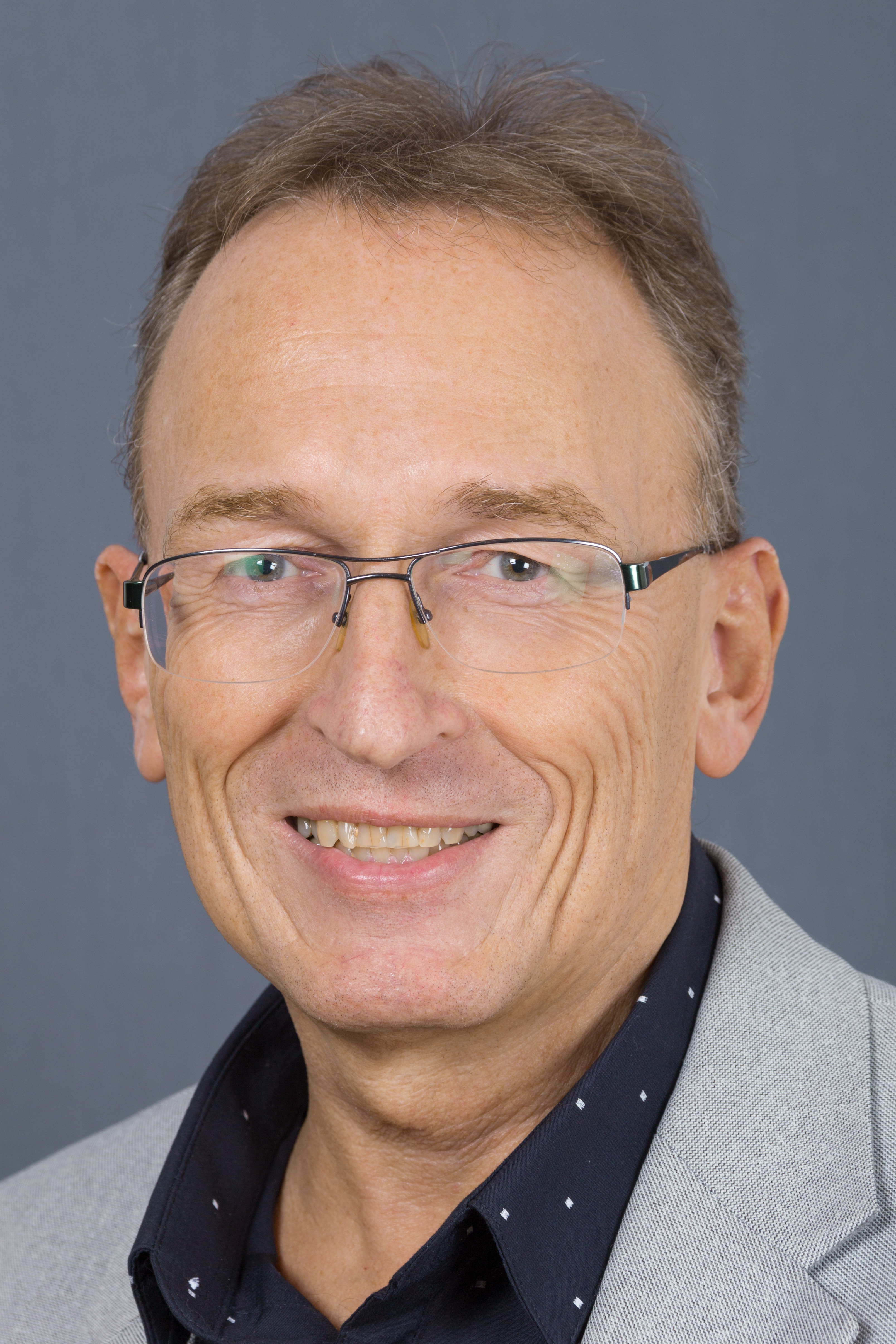
Thomas Weiner (2016)

Thomas Weiner (* 25. März 1957 in Pirmasens) ist ein deutscher Politiker (CDU) und war von 1996 bis 2023 Abgeordneter des rheinland-pfälzischen Landtages. 

## Leben und Beruf
Nach dem Abitur 1976 absolvierte Weiner ein Studium der Volkswirtschaftslehre und der Politikwissenschaft an der Universität des Saarlandes in Saarbrücken, welches er 1983 als Diplom-Volkswirt beendete. Anschließend war er als kaufmännischer Angestellter bei der IVD-Maklerfirma Dr. Weiner Immobilien GmbH tätig. Von 1991 bis 2009 war er deren Geschäftsführer und Mitgesellschafter.
Thomas Weiner ist verheiratet und hat fünf Kinder.

## Partei
Schon als Schüler wurde Weiner 1971 Mitglied der Jungen Union und 1974 auch der CDU. Seit 1976 gehört er dem CDU-Kreisvorstand in Pirmasens an. 

## Abgeordneter
Weiner gehört seit 1980 dem Stadtrat seiner Heimatstadt Pirmasens an.
Seit 1996 ist er Mitglied des Landtages von Rheinland-Pfalz. Er ist bis 2016 stets als direkt gewählter Abgeordneter des Wahlkreises Pirmasens in den Landtag eingezogen. Bei der Landtagswahl 2006 erreichte er hier 42,1 % der Erststimmen. Den Wahlkreis konnte er bei den Landtagswahlen 2011 und 2016 erfolgreich verteidigen. Im Landtag war er Vorsitzender im Ausschuss für Wirtschaft und Verkehr und vertrat Rheinland-Pfalz im Kuratorium der Fachhochschule Kaiserslautern-Zweibrücken-Pirmasens. Da die CDU zur Landtagswahl 2021 Christof Reichert zum Kandidaten für den Wahlkreis Pirmasens nominiert hatte, wich Weiner in den Wahlkreis Südliche Weinstraße aus, wo er dem SPD-Kandidaten Alexander Schweitzer unterlag. Er zog jedoch – erstmals über die Liste – erneut in den Landtag ein. Ende November 2023 legte er aus gesundheitlichen Gründen sein Landtagsmandat nieder. Für ihn rückte Sven Koch in den Landtag nach.